# Damias aurantiomarginata
Damias aurantiomarginata är en fjärilsart som beskrevs av Rothschild 1912. Damias aurantiomarginata ingår i släktet Damias och familjen björnspinnare. Inga underarter finns listade i Catalogue of Life.